# Klipper (hajó)

A Cutty Sark klipper

A klipper vitorlás hajó a 19. századra kiképzett hajótörzzsel és vitorlázattal rendelkezett. 1845-től elméleti számítások alapján tervezték meg a vitorlásokat, így sokkal gyorsabbakká váltak a korábbiakhoz képest. 6 és 21 csomó közötti sebességgel voltak képesek haladni a klipperek. A kaliforniai és az ausztráliai aranyláz idejére esik a klipperek megjelenése. Olyan gőzös még nem létezett, amely képes lett volna eljutni kontinensnyi távolságra, a kereskedelem miatt gyorsan elterjedt ez a vitorlásfajta. A 19. század második felében gyártották őket nagy mennyiségben.
Teljes vitorlázatúak, vagyis legkevesebb három árbócosak voltak, s árbócaikon csupán keresztvitorlákat hordoztak. Előfordult, hogy hat vitorlát is felhúztak, de minimum négyet. Fedélzettől fölfelé a következőket használták: fővitorla, derékvitorla, felső derékvitorla, sudárvitorla, felső sudárvitorla, royal vagy az égboltvitorla. Szárnyvitorlákkal látták el a klippereket, tehát a vitorlarudak mellé mindkét végére mellékvitorlák kerültek, az orrárbócon három vitorla volt. Összesen akár 50 vitorlát is felhúzhattak az árbócokra.

## Lásd még
Lightning, amerikai klipper (1854)